# Белорусский рок
Белорусский рок — условное название рок-музыки, созданной музыкантами из Беларуси. В большинстве случаев бывает белорусско- либо русскоязычным.

## История

### 1960-е годы
С 12 по 14 апреля 1968 года в Минском радиотехническом институте прошёл один из первых в СССР рок фестивалей — «Первый фестиваль бит-ансамблей Минска». Фестиваль был организован комсомолом и приурочен к 50-летию БССР и 50-летию ВЛКСМ. В фестивале приняли участие любительские группы со всего Минска («Алгоритмы», «2+2», «Зодчие», «Рефлексы», «Пингвины», «Грифы», «Весёлые лисы», «Дисканты», «Ювента», «Синие гитары», «Скифы»).
По правилам фестиваля каждый ансамбль должен был исполнить семь композиций (произведение советского композитора, произведение белорусской тематики, собственное произведение, инструментальное произведение и три любые композиции по своему выбору).
Главный приз «Янтарную гитару» получила группа «Алгоритмы», второй приз «Хрустальную вазу» получили «Зодчие».
Один из членов жюри, молодой композитор Игорь Лученок, тогда отметил, что в этой музыке хотелось бы слышать «меньше подражаний» и «больше нашего, советского репертуара». Несмотря на то, что все коллективы, кроме «Алгоритмов», были раскритикованы жюри, о фестивале положительно отозвалась республиканская пресса. Критические замечания сводились к тому, что у музыкантов нет нормального заводского оборудования, а гитары и всю аппаратуру им приходится делать самим. Газета «Чырвоная змена», например, посетовала на то, что профессиональные композиторы мало пишут произведений в жанре биг-бит (в СССР биг-битом в это время называли любую современную электрогитарную музыку: рок-н-ролл, блюз-рок, ритм-энд-блюз и т. д.).
Все три дня фестиваля его снимали кинохроникёры «Беларусьфильма». Из отснятого материала был смонтирован небольшой короткометражный 10-минутный фильм под названием «Маршрут № 13» (название одной из песен группы «Алгоритмы»). Пока шёл монтаж фильма в Чехословакии произошли события известные как Пражская весна. В этой связи изменился и политический климат в Советском Союзе. Было принято решение не выпускать готовый фильм на киноэкраны. Фильм пролежал на полке до 1977 года, когда вышел акт о его уничтожении, а также всего рабочего материала к нему. Копию фильма спрятал и сохранил оператор Эдуард Гайдук.

### 1970-е годы
Ещё 1 сентября 1969 года аккомпанирующий ансамбль «Лявоны», организованный Владимиром Мулявиным при минской филармонии, был переведён в разряд вокально-инструментальных.
В октябре следующего 1970 года ансамбль принял участие в IV Всесоюзном конкурсе артистов эстрады, перед этим сменив название на «более серьёзное» «Песняры». Первый приз в тот раз никому не вручался, а вторую премию разделили «Песняры», Лев Лещенко и грузинский ансамбль «Диэло». Таким образом, «Песняры» получили право на запись альбома. Во время работы над альбомом к «Песнярам» присоединился Леонид Борткевич, участник ансамбля «Золотые яблоки». Альбом вышел в 1971 году. Он не имел названия, поэтому его часто называют по первой песне «Ты мне вясною прыснілася». Эта пластинка разошлась 4-миллионным тиражом. Репертуар «Песняров» состоял в основном из белорусских народных песен, которые Мулявин переложил на биг-битовские и блюзовые мелодии. Хотя сам Мулявин был русским по национальности, он сделал так, что белорусские народные песни пел весь Советский Союз.
В 1974 году вышла вторая пластинка «Алеся», куда кроме народных песен вошли уже и песни на стихи белорусских поэтов. В 1976 году на музыкальной ярмарке MIDEM в Каннах, куда приезжают музыканты со всего мира, продавшие больше всего пластинок в своей стране, «Песняры» представляли фирму «Мелодия» и Советский Союз. Там на них обратили внимание американские продюсеры и пригласил на гастроли в Америку. Таким образом, «Песняры» стали первой советской группой гастролировавшей по США. В 1976 году «Песняры» представили рок-оперу на стихи Янки Купалы — «Песня о доле», а в 1978 году концептуальная серия продолжилась оперой «Гусляр». Эти работы были сделаны более серьёзно, чем предыдущие, в стиле арт-рока.
В БССР в этот период времени работали и другие ВИА («Верасы», «Сябры»), но они представляли собой обычную советскую эстраду.

### 1980-е годы
В конце 70-х — начале 80-х годов в минском молодёжно-комсомольском кафе «Сузор’е» работал штатный музыкальный коллектив под таким же названием. Музыканты группы «Сузор’е» играли хард-рок. Подобное стало возможным из-за некоторой либерализации режима в СССР вследствие Олимпиады-80.
Однако уже в 1983 году, при Юрии Андропове, начались гонения на рокеров и коллектив «Сузор’е» был запрещён. Тем не менее все музыканты продолжили работать в филармонии. В 1984 году они выпустили магнитоальбом «Рок-тэрапія». В 1986 году возобновили выступления как «Сузор’е», а в 1988 году выпустили пластинку «Сентябрьская река» на фирме «Мелодия».
Ситуация в рок-музыке полностью изменилась с наступлением Перестройки. В 1986 году комсомол организовал в Новополоцке «Республиканский конкурс молодёжной политической песни», первые места на котором заняли брестская группа «Золотая середина» и мозырьская «Отражение». В Новополоцке и Полоцке развилось довольно широкое рок-движение, самой заметной группой которого стала группа «Мясцовы час». Позже там будет организован ежегодный фестиваль «Рок-кола». В 1986 году рок-клуб под названием «Немига» был создан в Минске. Рок-клуб проводил свой фестиваль «Тры колеры». В 1988 году в Гродно прошёл фестиваль «Рок-крок». 

В 1990 году белорусские студенты в Польше организовали фестиваль белорусской музыки «Басовище».
Метал-группа  «Удар» (до 1987 год назвалась «Эдельвейс» и в качестве ВИА с 1983 года исполняла песни на брестской танцплощадке): участвует в рок-фестивале «Ритмы границы-1987», который состоялся в Брестском областном Дворце культуры профсоюзов, с 1988 года группа дает концерты, выступает на фестивалях в Донецке, Минске, Новополоцке. В 1989 году «Удар» записывают свой единственный магнитоальбом "Не убей" , который выходит в открытую продажу.
Группа «Бонда» (ранее называлась «Студия 7») выпустила в 1986 году один из первых белорусскоязычных альбомов этого десятилетия «Месца пад сонцам». В 1989 году группа распалась и на её осколках появились такие группы как ULIS, «Крама» и The Little Blues Band. В 1989 году группа ULIS записала в Польше свой дебютный альбом «Чужаніца», который получил много положительных отзывов в белорусской прессе, а в 1991 году альбом был переиздан фирмой «Мелодия». В 1989 году белорусские музыкальные журналисты обратили внимание на группу «Мроя», где тогда играл на клавишах и пел Лявон Вольский. Они отправили письмо на фирму «Мелодия» с просьбой записать этих музыкантов. «Мелодия» прислала в Минск передвижную звукозаписывающую студию. Так появился альбом «Дваццаць восьмая зорка».
Как и в остальном Союзе рокеры конца этого десятилетия пытаются поднимать в своих песнях темы различных остросоциальных проблем времени. Модна тема национального возрождения. На белорусскую рок-музыку этого времени оказывает некоторое влияние польский рок (Lady Pank).

### 1990-е годы
В начале 90-х годов белорусский рок переживает кризис. Многие заметные группы прошлого десятилетия в начале 90-х распадаются. Распад СССР, обретение Беларусью независимости и наступление демократии выбивают почву из под ног у национально-ориентированных групп. Лявон Вольский, лидер группы «Мроя», вспоминает: «Мы не могли себя найти во время расцвета демократии. Мы были борцами и имиджем, и душой. А в то время борьба стала абсолютно ненужной».
В 1990 году Владимир Серафимов и Виталий Кунц в Бресте основали группу «Садъ». Как и большинство андеграундных групп, «Садъ» не вписывался ни в одну из тусовок. Первый успех пришёл в 1997 году с выходом альбома «Мы Пред Врагом Не Спустили…», который был отмечен положительными рецензиями в минской «Музыкальной газете» и в питерском журнале Fuzz. После победы на фестивале Rock-Line в Кунгуре в 1998 году песни группы стали звучать на радиостанциях Москвы, Киева и Минска.
В 1993 году появляется рок-группа Drum Ecstasy, которая становится уникальным музыкальным проектом. В группе четыре музыканта играют на барабанах со стальными корпусами и создают звуковую стену для взрыва аудитории. Рок-группа представляет свой вариант звучания: тяжёлую танцевальную музыку, создаваемую тремя барабанщиками, которых поддерживает фундамент, пропущенный через обработку семплов и электронной перкуссии бас-гитары.
Появляются новые группы, которые позже станут знаковыми в белорусском роке. В 1991 году основана группа «Крама». Их дебютный альбом «Хворы на Rock-n-Roll» (1993) считается одним из лучших в дискографии группы. Заявляет о себе панк-группа Neuro Dubel, первый полноценный студийный альбом которой «Умные вещи» вышел в 1995 году. Возрождается с новым составом группа ULIS. Особняком от всего стоит минская группа «Красные Звёзды», которая примыкает к национал-коммунистическому рок-движению «Русский прорыв» и гастролирует по России вместе с Егором Летовым и «Гражданской обороной».
Жизнь в рок-музыку вдыхают первые президентские выборы, которые проходят в марте 1994 года. Победивший на выборах Александр Лукашенко начинает с того, что возвращает стране советскую символику и проводит политику по вытеснению белорусского языка. Закрываются белорусские школы и университеты, белорусский язык становится языком протеста. Некоторые русскоязычные группы начинают исполнять песни на белорусском языке. Участники группы «Мроя» меняют своё направление с хард-рока на альтернативный рок (гранж) и организуют новую группу N.R.M. (Незалежная Рэспубліка Мроя). Во второй половине 90-х годов группа N.R.M. становится культом на белорусской рок-сцене. Пиком успеха группы стал альбом «Тры чарапахi» (2000). Противостоять системе пытается и Кася Камоцкая в своей группе «Новае Неба».
В 1994 году была организована музыкальная премия «Рок-коронация». Рок-короной награждаются рокеры, отметившиеся в конкретном году.
Явлением становится группа «Ляпис Трубецкой», первый полноценный альбом которой «Ранетое сердце» (1996) делает группу популярной в Беларуси, а следующий альбом «Ты кинула» (1998) приносит известность во всём СНГ.
В 90-х годах у профессиональных музыкантов просыпается интерес к фольклору. Появляются музыкальные коллективы, которые синтезируют традиционное инструментальное исполнительство Беларуси с рок-музыкой. В обиход входят такие инструменты, как дуда, дудка, жалейка, гусли, варган, окарина, лира. Наиболее яркими представителями такого экспериментального фольклоризма стали: «Палац», «Юр’я», KRIWI, «Бан-Жвірба», этно-трио «Троица». Они смогли получить признание среди профессионалов и любителей народного искусства.

#### Совместные альбомы
В конце 90-х годов в белорусской рок-музыке имело место такое явление, как совместные альбомы. Это были не просто сборники. У каждого альбома была своя концепция. Первым таким проектом стал «Народны альбом» (1997), идею которого придумал художник Михаил Анемподистов. Альбом был посвящён межвоенному периоду Западной Белоруссии, а все песни в нём были стилизованы под народные. В записи приняли участие: Лявон Вольский, Кася Камоцкая, Александр Помидоров, Змитер Войтюшкевич и другие. Альбом имел большой успех, польская Gazeta Wyborcza назвала «Народны альбом» в 1997 году «Событием года» в Польше.
Позже появились и другие совместные альбомы, но такого успеха как «Народны альбом» они не имели: альбом колядных песен «Сьвяты вечар 2000» (1999), альбом песен посвящённых Беларуси «Я нарадзіўся тут» (2000), альбом с песнями на стихи поэта и писателя Владимира Короткевича «Скрыпка дрыгвы» (2001).

### 2000-е годы
Группа Би-2 появилась ещё в конце 80-х годов. В начале 90-х годов Шура и Лёва переехали из Беларуси в Израиль, затем в Австралию, а в конце 90-х годов перебрались в Россию. В это время несколько песен Би-2 попали на российские радиостанции, но настоящий успех к группе пришёл, когда песня «Полковнику никто не пишет» попала в фильм «Брат 2» (2000) Алексея Балабанова.
В 2001 году Лявон Вольский параллельно N.R.M. основал группу «Крамбамбуля». Новая группа должна была стать весёлой и развлекательной, в отличие от N.R.M., который был серьёзным проектом. Группа сразу же стала популярной. За первые 2,5 года своего существования «Крамбамбуля» выпустила три альбома из которых вышло несколько хитов. В это время с группой сотрудничали Сергей Михалок («Ляпис Трубецкой») и Александр Кулинкович (Neuro Dubel). В то же время набирает популярность молодая группа :B:N:, которая продолжает музыкальные традиции N.R.M.
В начале 2000-х годов сольную карьеру начал музыкант Змитер Войтюшкевич, в 90-х годах игравший в группах «Палац» и KRIWI. Теперь же Войтюшкевич выступал сольно либо со своей группой WZ-Orkiestra. Первое время Змитер использовал псевдоним Тодар. В это же время начинают играть такие группы как «Дай дарогу!», «Без билета», ##### (5diez), «Аддис Абеба», J:Морс, которые позже станут известными.
Группа «Ляпис Трубецкой» в 2007 году выпускает знаковый для своего творчества альбом «Капитал». На этом альбоме меняется музыка группы. С «Капиталом» связана новая волна популярности «Ляписа Трубецкого».
В 2000-е годы на белорусской музыкально-театральной сцене появляется рок-опера в репертуаре Белорусского государственного академического музыкального театра. До этого попытки создания рок-оперы предпринимались в 1970-е годы.

### 2010-е годы
В начале 2011 года из-за внутренних противоречий музыкантами N.R.M. из группы был исключён её лидер Лявон Вольский. Без Вольского группа стала «разрешённой» и провела тур по Беларуси, затем музыканты выпустили альбом и приняли участие в отборе на «Евровидение-2013». Подобное поведение было неоднозначно воспринято фанатами и постепенно деятельность группы сошла на нет. Лявон Вольский начал сольную карьеру. Кроме сольных альбомов им был записан и один альбом с «Крамбамбулей». Музыкальные критики единогласно признали «Чырвоны штраль» одним из лучших альбомов группы. За неимением возможности выступать дома презентации альбомов Вольского проходят в Вильнюсе. Посольство Литвы в таких случаях идёт навстречу и выдаёт бесплатные визы зрителям.
В 2014 году из-за внутренних противоречий распалась группа «Ляпис Трубецкой». Большинство её участников ушли в группу Trubetskoy Павла Булатникова. Сергей Михалок основал группу Brutto, а чуть позже параллельно была создана группа «Ляпис-98», где Сергей поёт старые песни «Ляписа Трубецкого». Неожиданно осенью 2016 года после завершения тура по США становится «разрешённым» на родине Михалок. Сначала Brutto разрешают концерт в Гомеле, потом в других городах, а затем группа собирает Минск-Арену, самую большую площадку страны. В это же время в «чёрный список» попадает гродненская группа Dzieciuki с которой Brutto неоднократно выступали на совместных концертах в Польше. В Беларуси же концерты группы отменяются отделами идеологии.
Некоторые музыканты получают признание за рубежом. Группу «Петля Пристрастия» российский журнал «Афиша» называет «одной из сильнейших современных русскоязычных рок-групп». Средневековая фолк-рок-группа «Стары Ольса», которая играет старинные белорусские песни времён Великого княжества Литовского, становится известной в Америке благодаря видео на YouTube, на котором музыканты исполняют песню группы Metallica. С этого момента «Стары Ольса» периодически гастролирует по США.
В начале 2017 года на телеканале БелСат (спутниковый белорусскоязычный канал вещающий из Польши) появилась музыкальная программа «Belsat Music Live». В студию программы приходят различные белорусские музыканты, которые отвечают на вопросы ведущих и исполняют несколько песен. В программе бывают и рок-музыканты, в том числе и запрещённые.

## Белорусский рок как форма протеста
21 июля 2004 года в Минске на площади Бангалор прошёл разрешённый властями митинг оппозиции, посвящённый 10-летию правления Александра Лукашенко, а также ожидающемуся референдуму, где должен был ставиться вопрос о возможности для Лукашенко переизбираться на третий срок. После митинга состоялся рок-концерт, после которого все его участники («Палац», Drum Ecstasy, Neuro Dubel, N.R.M., Змитер Войтюшкевич, Zet и Pomidor/OFF) попали под запрет. Песни музыкантов исчезли с эфиров радиостанций, сами они перестали упоминаться в прессе и на телевидении, но главное — музыканты больше не могли получить разрешение на проведение концертов.
Из-за невозможности выступать дома значительная часть опальных групп стала выступать в Польше или на территории Украины. Основной площадкой в Польше по-прежнему оставался фестиваль белорусской музыки «Басовище». Группы N.R.M. и «Крамбамбуля» выступали на Майдане во время Оранжевой революции. В Варшаве с 2006 года ежегодно проходит серия концертов «Солидарные с Беларусью» в поддержку прав человека в этой стране. На эти концерты регулярно приглашаются белорусские музыканты. В Польше и Украине стали с некоторым интересом относятся к белорусскоязычной музыке, в отличие, например, от России, куда смогли пробиться только несколько русскоязычных групп. Однако, как бы то ни было, запрет музыкантам выступать у себя на родине негативно отразился на развитии белорусской рок-музыки.
С другой стороны в это время появляются новые группы (Indiga, P.L.A.N., IQ48, «Глюкі»), которые могут выступать, так как они не в конфликте с властями, но при этом их песни могут быть даже более «антирежимны», чем у «стариков». На государственном телевидении в это время рок-музыка представлена аполитичными J:Морс и христианской группой «Новый Иерусалим».
В 2007 году музыканты из «чёрного списка» провели встречу с замглавы Администрации президента Олегом Пролесковским, который пообещал снять запрет на выступления при условии, что рокеры больше не будут петь на митингах оппозиции.
В конце декабря 2010 года в Беларуси прошли очередные президентские выборы, после которых последовали акции протеста. Большинство кандидатов в президенты оказались в тюрьме. Уже в начале марта 2011 года появился новый «чёрный список», куда были включены деятели культуры так или иначе выразившие поддержку политическим заключённым. Новый список оказался более обширным, чем первый, кроме музыкантов в него вошли также писатели, поэты, художники и кинорежиссёры. В список попали также и иностранцы. Рок-музыканты в списке оказались те же, что и в прошлый раз, плюс «Крама», «Ляпис Трубецкой», «Крамбамбуля» и Naka.
С 2004 года и по настоящее время (2015) представители власти отрицают существование каких-либо «чёрных списков». Музыканты заявляют, что концерты отменяются без объяснения причин. В то же время, одной из причин отмен называется пункт 5 главы 2 указа № 257. В данных условиях музыканты сообщают, что им приходится проводить подпольные концерты.

## Участие в конкурсах
Представители белорусского рока участвуют в Евровидении. Так, N.R.M. принимала участие в отборе на «Евровидение-2013». В 2012 году представителями страны на Евровидении стала рок-группа Litesound. В 2017 году Беларусь на «Евровидение-2017» представляла инди-группа NaviBand, которая прошла в финал конкурса, где заняла 17-е место. Песня «Гісторыя майго жыцця» стала первой песней на белорусском языке, которая была исполнена на конкурсе песни «Евровидение».